# جيمس كوان (لاعب كرة قدم)
جيمس كوان (بالإنجليزية: James Cowan)‏ هو مدرب كرة قدم ولاعب كرة قدم بريطاني (وحمل سابقاً جنسية المملكة المتحدة لبريطانيا العظمى وأيرلندا) في مركز نصف الجناح، ولد في 17 أكتوبر 1868 في المملكة المتحدة، وتوفي في 12 ديسمبر 1918 في لندن في المملكة المتحدة. لعب مع أستون فيلا وكوينز بارك رينجرز.

## وصلات خارجية
- جيمس كوان على موقع الاتحاد الإسكتلندي (الإنجليزية)
- جيمس كوان على موقع قاعدة بيانات كرة القدم.إي يو (الإنجليزية)
- جيمس كوان على موقع ناشيونال فوتبول تيمز (الإنجليزية)